# Dryinus collaris
Dryinus collaris is een vliesvleugelig insect uit de familie van de tangwespen (Dryinidae). De wetenschappelijke naam is gepubliceerd in 1767 door Linnaeus.